# Stogastulpis

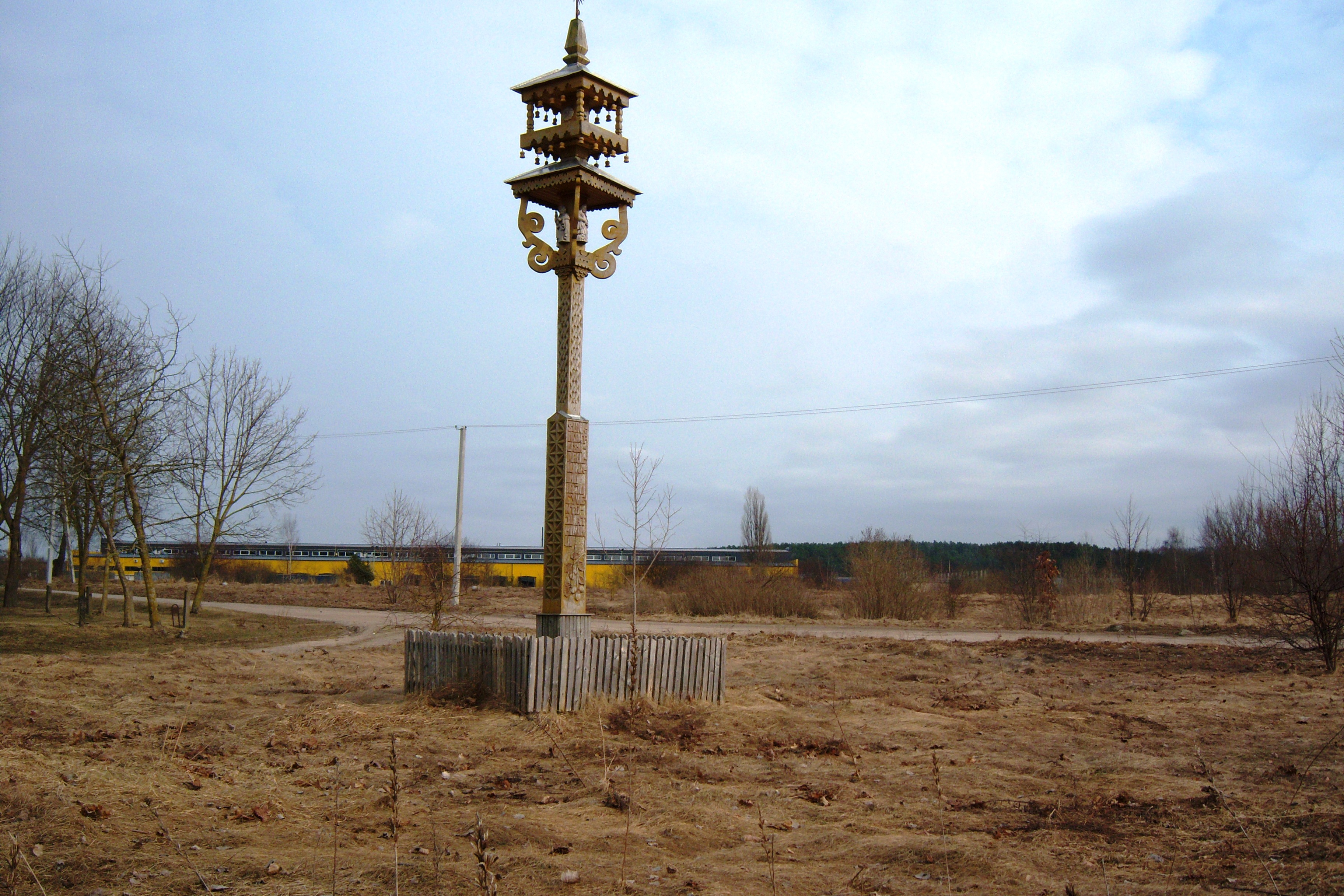
We wsi Skarulai, w pobliżu Janowa

Stogastulpis – rodzaj tradycyjnej litewskiej kapliczki.
Jej nazwa pochodzi od litewskich słów stogas (dach) i stulpas (słup). Zazwyczaj stogastulpis liczy od trzech do ośmiu metrów wysokości, ma od jednego do trzech małych daszków przymocowanych do słupa o prostokątnej, wielokątnej lub okrągłej podstawie. Najczęściej najwyższy dach jest wyposażony w kuty, ażurowy szczyt (na nim znajduje się saulutė, promienisty krzyż żelazny przypominający słońce), a cała kapliczka jest zdobiona motywami związanymi ze słońcem i księżycem lub geometrycznymi i roślinnymi ornamentami. Stogastulpisy budowano przy drogach, domach na wsi i cmentarzach: na Żmudzi, wschodniej Auksztocie i Dziukii. Sztuka tworzenia stugastulipsów jest blisko powiązana z litewską sztuką rzeźbienia krzyży.
W literaturze o stogastulpisach jako o słupach pisał w swoim Powrocie taty Adam Mickiewicz. Przykładowo, w rosyjskim tłumaczeniu, słowo słup jest tłumaczone jako Часовня czyli czasownia (rodzaj kapliczki), a nie jako słup w dosłownym znaczeniu. Rysunki stogastulpisów tworzył Mikołaj Konstanty Ciurlonis.

## Galeria

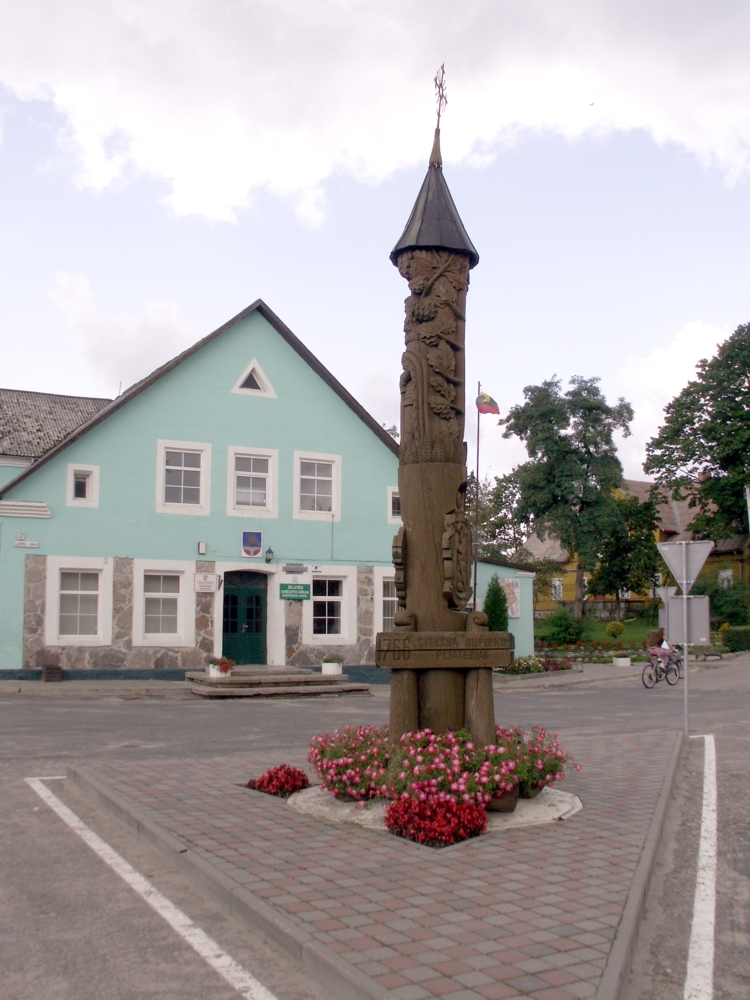
W Szwekszniach
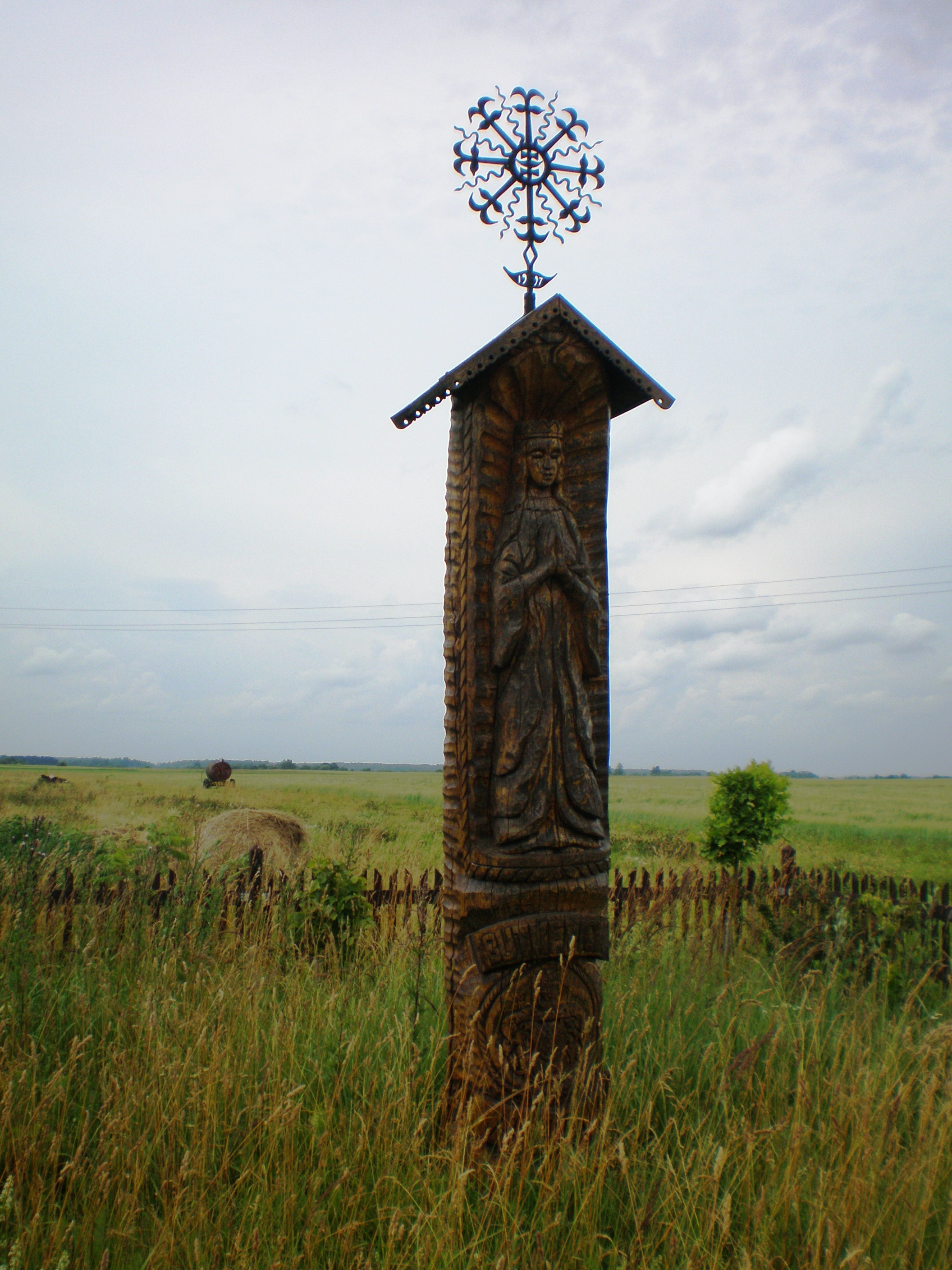
W Jaswojniach
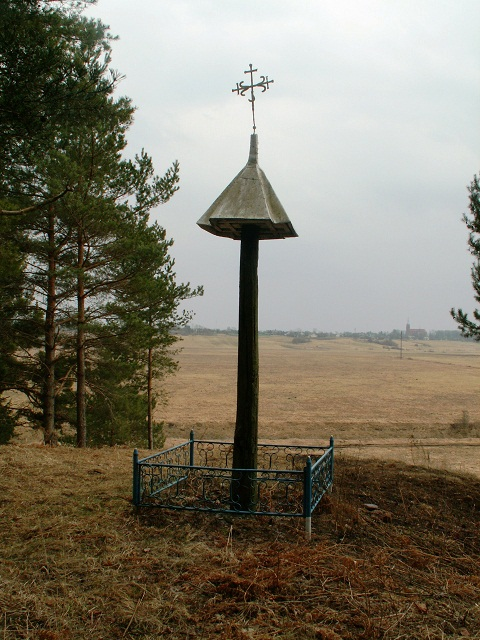
W Alkas, w pobliżu Kretyngi
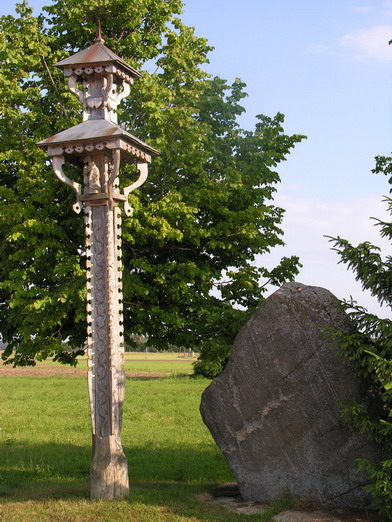
We wsi Savarina, w pobliżu Możejek